# Anua trapezium
Anua trapezium là một loài bướm đêm trong họ Erebidae.